# Estació de Cervera de la Marenda
Cervera de la Marenda (Cerbère, oficialment, en francès), és el nom de l'estació ferroviària del poble nord-català de Cervera de la Marenda, a la comarca del Rosselló. Es troba a la línia Narbona - Portbou i té rang d'estació internacional. Fou posada en servei el 1878, per la Companyia de ferrocarril de Midi. És una estació de la Societat Nacional dels Ferrocarrils Francesos (SNCF), atesa pels trens del servei de nit Intercités de nuit i pels trens regionals exprés del TER d'Occitània, així com també per la línia R11 de les Rodalies de Catalunya.

## Història
L'estació internacional de Cervera de la Marenda fou posada en servei el 23 de gener de 1878 per la companyia de ferrocarril de Midi, i així va obrir el tram entre Banyuls de la Marenda i Portbou, darrera baula de la línia de Narbona a Portbou.
Aquesta continuació de la línia, que des del 1858 terminava a la ciutat de Perpinyà, va permetre signar un acord entre França i Espanya el 1864. Segons aquest acord, es va preveure la creació d'un node ferroviari important al nivell del Coll dels Belitres marcant la frontera entre els dos estats. També es va acordar, a més de la construcció de dues estacions de frontera, una Cervera de la Marenda i una a Portbou, així com també el túnel, inaugurat el 1876, que passaria sota el Coll per connectar les dues estacions.
La construcció d'aquest tram va comportar una allau de treballadors, de primer per a construir la infraestructura ferroviària, amb els túnels, pots i talussos corresponents, i després per al mateix servei de l'estació: administratius, personal de manteniment i altre personal al servei de l'estació, com les transbordadores de taronges. El poble de Cervera de la Marenda va créixer considerablement, alhora que s'hi desenvolupava un comerç anteriorment inexistent.
En aquesta estació el 1906 es va tenir lloc una important vaga de les transbordadores de taronges, que van instal·lar-se per a dormir a les víes ferroviàries. La causa fou el baix sou de les dones per un treball molt dur. La vaga va durar gairebé un any i fou coneguda com la primera vaga exclusivament femenina de França.
El 2018, segons les estimacions de la SNCF, la freqüentació anual de l'estació era de 49.136 passatgers.
És una important estació dels trens Intercités de nuit. Fins al 2016 existien connexions de Luxemburg a Cervera de la Marenda, d'Estrasburg a Cervera de la Marenda i de Paris a Portbou. No obstant, la SNCF va decidir d'anul·lar les tres connexions. Un any més tard, el juliol de 2017, però es va decidir de tornar a posar en marxa la connexió de París a Portbou, en ambdues direccions, durant els caps de setmana i les vacances escolars franceses, fent un total de 376 trens per any. El retorn d'aquest enllaç fou permès gràcies a un acord financer, vigent durant dos anys, entre l'Estat francès i la regió d'Occitània.

## Situació i instal·lacions
Establerta a 21 metres d'altitud, l'estació de Cervera de la Marenda, última estació situada a França abans de la frontera està situada al punt quilomètric (PK) 508.817 de la línia de Narbona a Portbou, entre les estacions de Banyuls de la Marenda i de Portbou. L'estació es troba just al nord-oest i oest del nucli vell de població de Cervera, per damunt seu, com és evident en qualsevol fotografia del nucli urbà de Cervera de la Marenda, tot i que el creixement modern del poble ha fet que quedés emplaçada gairebé al centre del nucli urbà, atès que han crescut barris moderns, com el de Mas Nadal, al seu nord-oest, i per damunt seu en altitud sobre el nivell del mar.
L'estació, molt gran pel que fa al conjunt de vies que serveixen d'aparcament de nombrosos trens per a passatgers i vagons de mercaderies, ocupa tot un fons de vall terraplenat, que a l'extrem est forma un gran talús damunt del poble, coronat per unes grans arcades de contenció, damunt del qual hi ha l'estació de passatgers i, al nord i nord-oest, unes vint-i-cinc vies terminals, que constitueixen l'estació de mercaderies. D'una superfície total de 30 hectàrees, comprèn l'edifici de viatgers que permet embarcar a tres andanes i cinc víes, així com un gran pati, situat al nord, un conjunt de 19 km de via ferroviària en total. L'estació està equipada amb un parc per les bicicletes i un aparcament de cotxes. Disposa de finestreta per la venda de bitllets i es una estació d'"Accés Plus" que disposa d'instal·lacions, equipaments i un servei per a persones amb mobilitat reduïda.
Permet el canvi d'eix dels trens perquè puguin continuar el trajecte cap a la Catalunya del sud que té l'ample ibèric de 1.668 mm contra els 1.435 mm de l'ample estàndard del ferrocarril francès. L'estació de Cervera de la Marenda processa al voltant de 2.500.000 tones de mercaderies cada any.

## Serveis ferroviaris
| Procedència/Destinació                     | <       | Línia     | >         | Procedència/Destinació    |
| ------------------------------------------ | ------- | --------- | --------- | ------------------------- |
| Serveis regionals de Rodalies de Catalunya |         |           |           |                           |
| Barcelona - Sants                          | Portbou |           | Terminal¹ | Terminal¹                 |
| \|                                         |         |           |           |                           |
| TER d'Occitània                            |         |           |           |                           |
| Portbou                                    | Portbou |           | Banyuls   | Narbona / Tolosa-Matabiau |
| Tren de nit                                |         |           |           |                           |
| Portbou                                    | Portbou | Intercité | Banyuls   | París-Austerlitz          |

## Galeria d'imatges

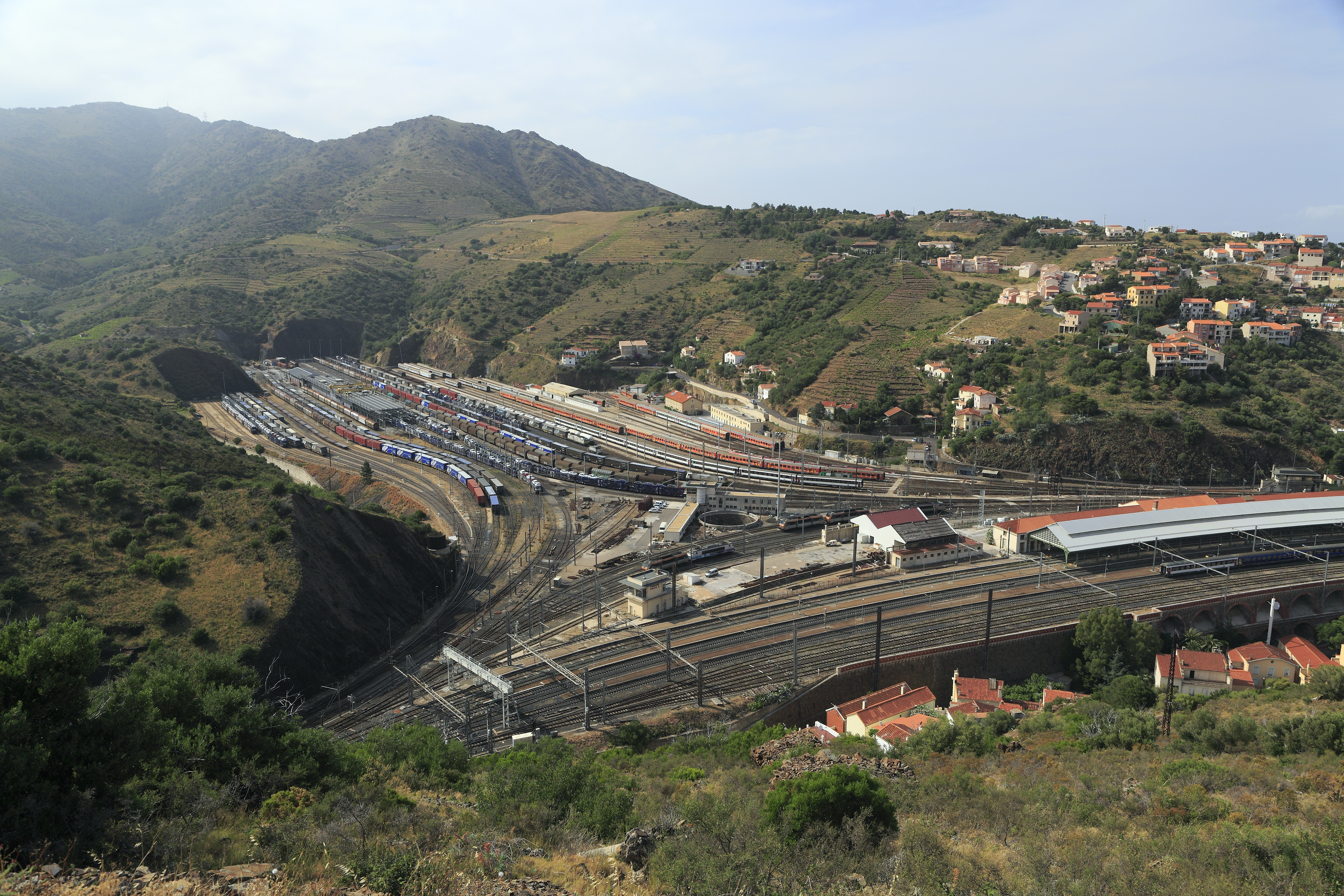
Vista general
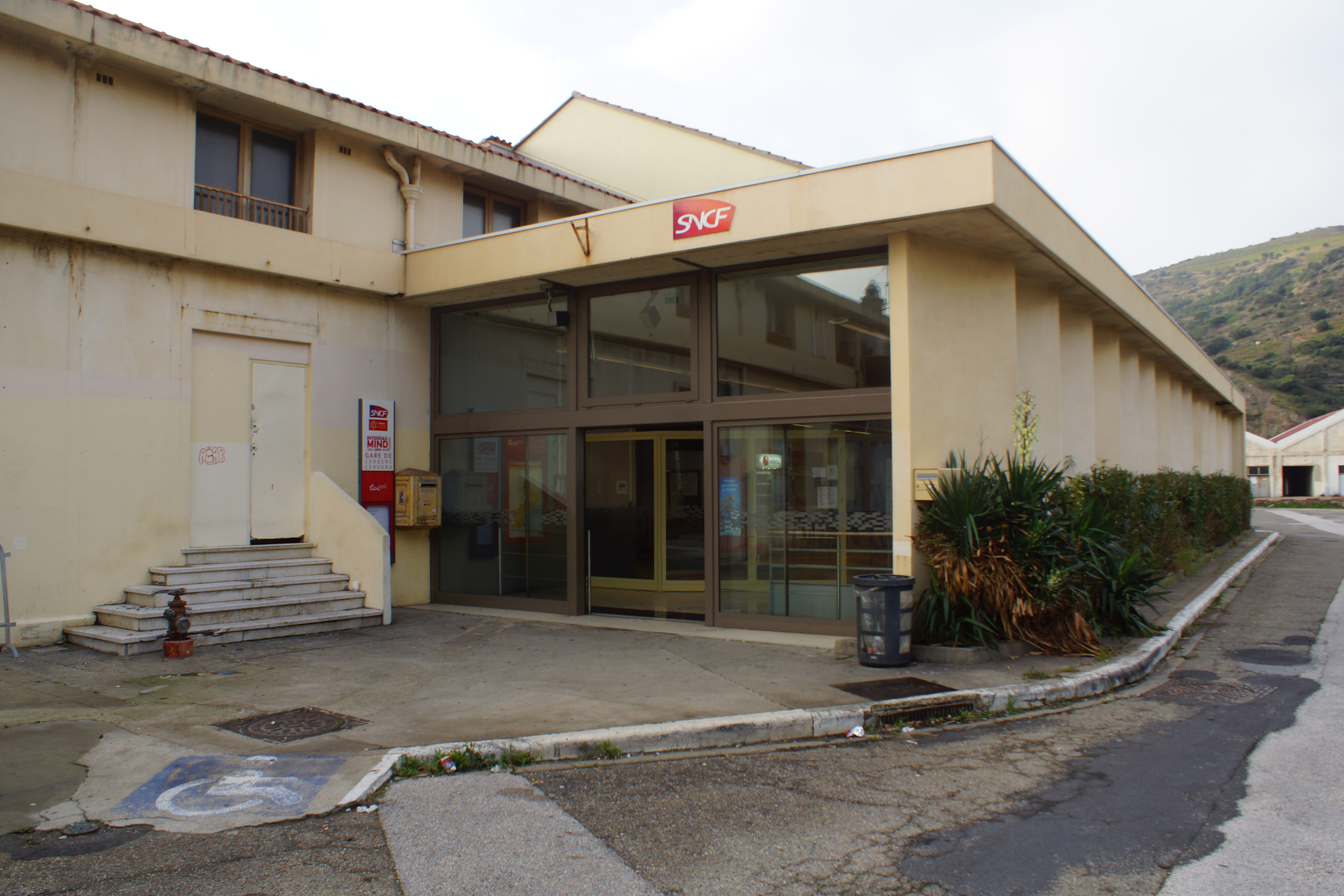
Entrada principal
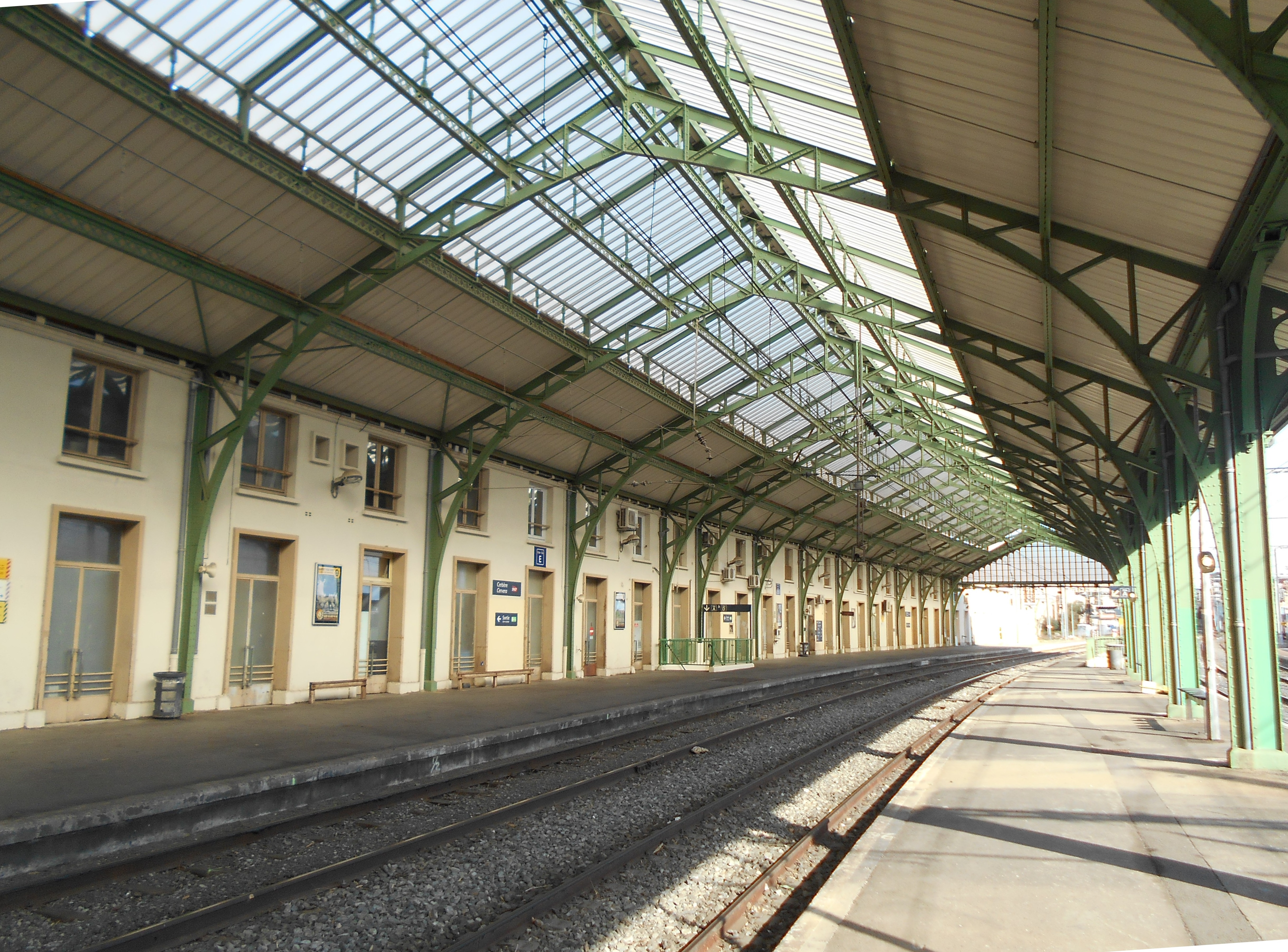
Les andanes de l'estació de passatgers
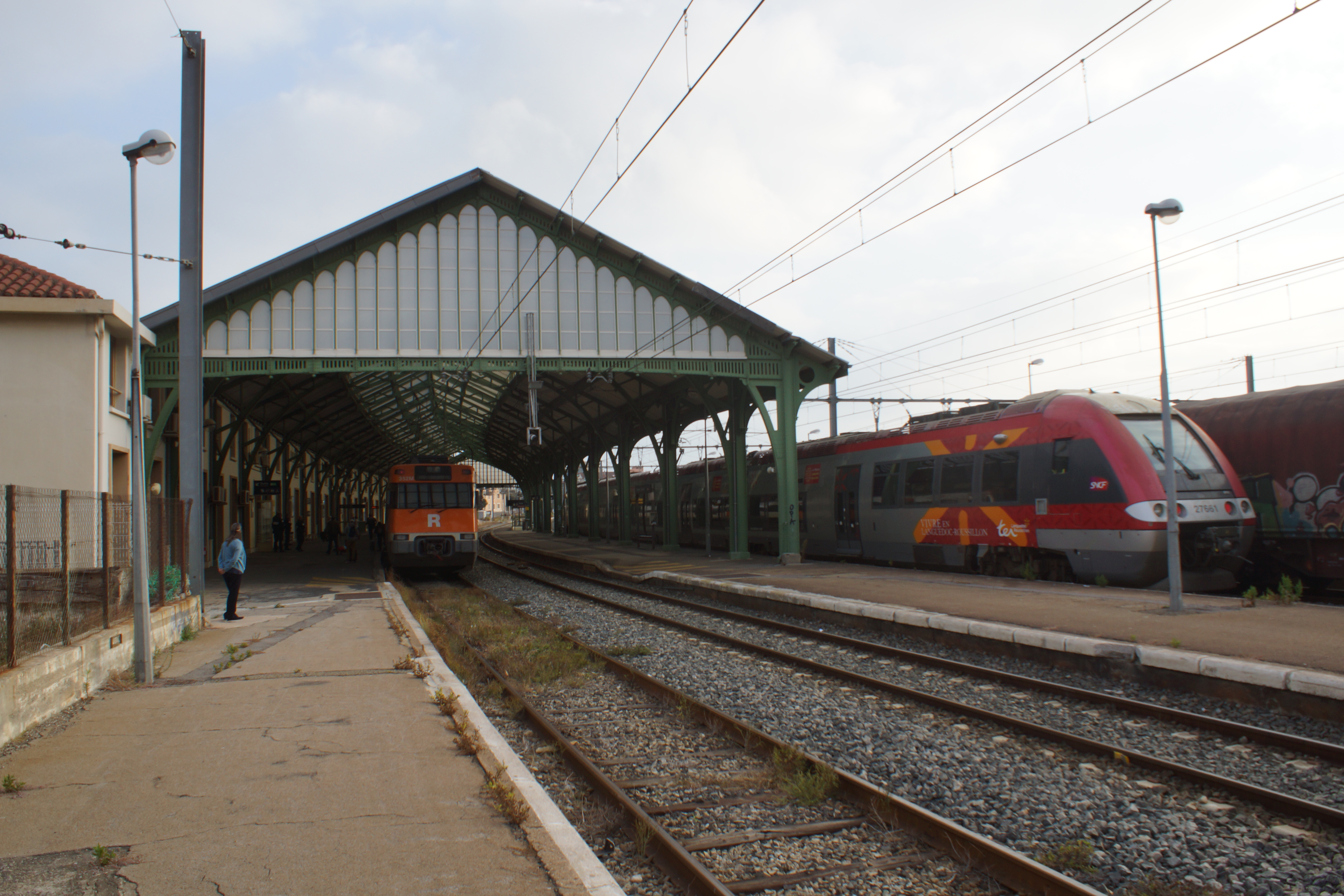
Tren regionals de la línia R11 i TER
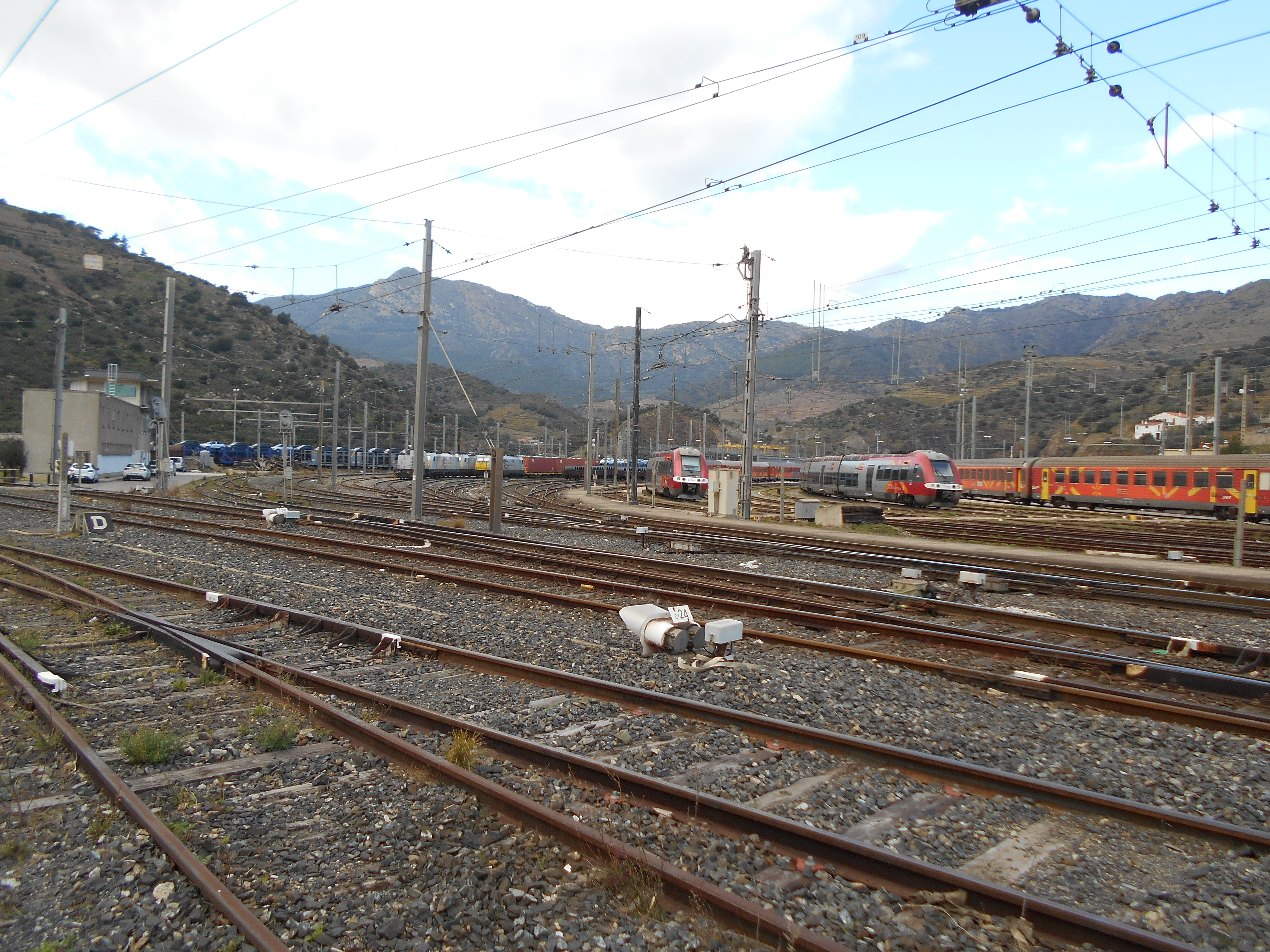
Àrea de mercaderies